# Sauviac (Gironda)
Sauviac è un comune francese di 346 abitanti situato nel dipartimento della Gironda nella regione della Nuova Aquitania.

## Società

### Evoluzione demografica
Abitanti censiti